# 티모르둥근잎박쥐
티모르둥근잎박쥐(Hipposideros crumeniferus)는 잎코박쥐과에 속하는 박쥐의 일종이다. 인도네시아 티모르섬의 토착종이다.